# Gonatodes concinnatus
Gonatodes concinnatus är en ödleart som beskrevs av  O’shaughnessy 1881. Gonatodes concinnatus ingår i släktet Gonatodes och familjen geckoödlor. Inga underarter finns listade i Catalogue of Life.